# Tbilisica anatolica
Tbilisica anatolica är en insektsart som beskrevs av Kartal 1983. Tbilisica anatolica ingår i släktet Tbilisica och familjen dvärgstritar. Inga underarter finns listade i Catalogue of Life.